# Gerrit
Gerrit（[ˈɡɛrɪt] GERR-it）は、フリーのウェブベースのコード共同管理ツール。チーム内のソフトウェア開発者がソースコードに加えた変更内容を互いにウェブブラウザでレビューし、変更内容を承認または却下することができる。分散型バージョン管理システムのGitと統合する。
Gerritは別のコードレビュー用ツールであるRietveldのフォークである。どちらもドイツの建築家であるヘリット・リートフェルトにちなんで名付けられた。

## 歴史
当初はRietveldと同様にPythonで書かれていたが、現在はJava（Java EE Servlet）で書かれており、バージョン2からはSQL、バージョン3からは独自のGitベースのデータベース（NodeDb）を使用している。
バージョン2.0から2.16まで、GerritはブラウザベースのフロントエンドにGoogle Web Toolkitを採用していた。バージョン2.14から2.16までGoogle Web Toolkitと並行して採用されたあと、バージョン3.0では新しいPolymerのウェブUIに置き換えられた。

## 著名な利用者
- Android[7]
- Chromium[8][9]
- Chromium OS[10]
- coreboot[11]
- CollabNet[12]
- LineageOS[13]
- Eclipse Foundation[14]
- エリクソン[5][15][16]
- Fuchsia[17]
- ガーミン[18]
- gem5（英語版）[19]
- Go[20]
- Google Web Toolkit[21]
- HTC[5]
- illumos[22]
- ボルボ・カーズ[23]
- LibreOffice[24]
- OpenStack[25]
- Qt[26]
- SAP[27]
- Skia[28]
- Scilab[29]
- Tizen[30]
- TYPO3[31]
- TubeMogul（英語版）[32]
- Qualcomm[15]
- Qiwi（英語版）
- Wikimedia[33]
- ARM[34]
- Nokia
- Yext（英語版）